# Рубанка (річка)
Рубанка — річка в Україні, у Роменському районі Сумської області. Права притока Хоролу (басейн Дніпра).

## Опис
Довжина річки 13 км, похил річки — 2,7 м/км. Площа басейну 44,9 км².

## Розташування
Бере початок у селі Овеча. Тече переважно на південний схід через Рубанку і на північному сході від Берестівки впадає в річку Хорол, праву притоку Псла. На деяких ділянках пересихає.
Річку перетинає автошлях Т 1904.